# Time Warner Cable
Time Warner Cable (TWC) was de kabeltelevisie, internet en telefonie-divisie van Time Warner. Het is ontstaan in 1989 uit de fusie tussen American Television and Communications Corporation, de kabeltelevisietak van Time Inc. en Warner Cable, een divisie van Warner Communications. Het was een zelfstandig beursgenoteerd bedrijf tussen 2009 en 2016. In dat laatste jaar werd het overgenomen door Charter Communications. Het hoofdkantoor is gevestigd in Stamford, Connecticut.

## Activiteiten
Het bedrijf heeft meer dan 55.000 werknemers in de Verenigde Staten en is de een na grootste (Comcast is de grootste) kabelaanbieder in de Verenigde Staten. Per jaareinde 2015 telde het bedrijf ruim 15 miljoen klanten die een of meer diensten van TWC afnamen. 

## Verzelfstandiging
TWC profiteerde van het grote filmarchief dat zusterbedrijven Warner Bros. Entertainment en New Line Cinema bezitten. Hierdoor hoefde het weinig tot geen licentiekosten te betalen voor het uitbrengen van Warner Bros. en New Line Cinema-films.
In 2007 begon Time Warner met het afstoten van het belang in Time Warner Cable. Het moederbedrijf wil zich volledig richten op het maken en verkopen van TV programma’s en films. Zo’n 15% van de aandelen werd verkocht en naar de beurs gebracht. Na het verkrijgen van toestemming van de toezichthouders werden in het voorjaar van 2009 de overige aandelen in de kabelbedrijf afgestoten en ging TWC als zelfstandig bedrijf verder.

## Overnamebiedingen
Chartered Communications bracht op 13 januari 2014 een bod uit op TWC van US$ 132,50 per aandeel. Inclusief de schulden die worden overgenomen heeft een bod een totale waarde van US$ 61,3 miljard. De bedrijfswaarde van TWC is ruim 2 keer zo hoog als die van Chartered Communications. Mocht het bod geaccepteerd worden, dan ontstaat een concern met 20 miljoen klanten die in 38 staten voorzien worden van tv-, internet- en telefoondiensten. De bestuurders van TWC hebben het bod afgewezen en willen pas een bod in de buurt van US$ 160 per aandeel in overweging nemen.
In februari 2014 deed Comcast, de grootste kabelexploitant van de Verenigde Staten, een hoger bod in aandelen ter waarde van ongeveer US$ 45 miljard op TWC. Het bod vertegenwoordigt een waarde van ongeveer $ 155 per aandeel TWC. Tezamen hebben de twee bedrijven 33 miljoen klanten, maar Comcast heeft al aangeboden 3 miljoen klanten af te stoten waarmee het marktaandeel net onder de belangrijke grens van 30% uitkomt. In april 2015 maakten partijen bekend de samenvoeging te annuleren nadat het Amerikaanse ministerie van Justitie grote bezwaren had geuit tegen de fusie.
Na het afbreken kwam Charter Communications in mei terug met een hoger bod van US$55 miljard, waarvan ongeveer de helft wordt betaald in aandelen. Charter Communications is de op drie na grootste kabelmaatschappij van het land met 4,3 miljoen klanten. Comcast is de grootste met 22,4 miljoen klanten gevolgd door Time Warner Cable met 11 miljoen. Grootste aandeelhouder in Charter is John Malone. Hij heeft ook Liberty Global in handen, eigenaar van het UPC en sinds 2014 ook van Ziggo. Op 28 mei 2016 werd de transactie afgerond. 